# Молчанов, Олег Иванович
Оле́г Ива́нович Молча́нов (род. 27 ноября 1966 года) — российский художник . Академик РАХ (2021). Заслуженный художник Российской Федерации (2009).

## Биография
Олег Иванович Молчанов родился 27 ноября 1966 года в Костромской области[где?]. Закончил Костромскую художественную школу, затем — Ярославское художественное училище.
- 1989—1995 — учился в первом наборе Академии живописи, ваяния и зодчества по мастерской пейзажа.
  - Дипломная работа: «Уходящая Россия».
- Окончил курс реставрации в Институте им. И. Е. Репина[когда?].
- 1997 — Член Союза художников России, Московского союза художников, Творческого союза художников России[3].
- 2000 — Реставрация храма преподобного Сергия Радонежского в Высоко-Петровском монастыре (Москва).

Выставляет свои работы с 1985 года; участник множества художественных выставок, в том числе персональных и заграничных.
В 2011 году избран членом-корреспондентом, в 2021 году — академиком Российской академии художеств.

## Увлечения
Вышли два его поэтических сборника:
- «Пейзажа русского душа»,
- «Чистым по белому».

## Награды
- 2007 — Лауреат премии Центрального федерального округа в области литературы и искусства.
- 2009 — Заслуженный художник Российской Федерации (13 ноября 2009 года) — за заслуги в области изобразительного искусства[4].
- 2022 — Благодарность Президента Российской Федерации (8 августа 2022 года) — за заслуги в развитии отечественной культуры и искусства, многолетнюю плодотворную деятельность[5].